# Tetrafluormethan
Tetrafluormethan (auch Tetrafluorkohlenstoff) ist eine chemische Verbindung aus der Reihe der Fluorkohlenwasserstoffe. Bei ihm sind alle Wasserstoffatome des Methans durch Fluoratome substituiert. Beide Bezeichnungen sind nach der IUPAC-Nomenklatur korrekt, abhängig davon, ob die Verbindung als organische (Tetrafluormethan) oder anorganische (Tetrafluorkohlenstoff) Verbindung angesehen wird.

## Geschichte
Die Verbindung wurde erstmals im Jahr 1926 von den französischen Chemikern Paul Lebeau und Augustin Damiens hergestellt und 1930 charakterisiert.

## Vorkommen
Tetrafluormethan entsteht in der Atmosphäre bei der UV-Photolyse von Trifluoracetylfluorid, das wiederum ein Abbauprodukt von in der Atmosphäre vorhandener Halogenkohlenwasserstoffe ist.
Große Mengen Tetrafluormethan werden bei der Aluminiumerzeugung freigesetzt. Dies ist darauf zurückzuführen, dass beim Hall-Héroult-Prozess Graphit-Elektroden und Kryolith als Flussmittel (eutektische Schmelzpunkterniedrigung) zum Einsatz kommen – durch Reaktion des Fluors im Kryolith mit dem Kohlenstoff der Elektroden entsteht Tetrafluormethan.

## Darstellung
Tetrafluormethan kann einerseits durch Verbrennung von Kohlenstoff in Fluor, andererseits durch elektrische Entladung in einem Kohlenstoffmonoxid-Fluorgemisch dargestellt werden:
{\displaystyle \mathrm {C+2\ F_{2}\longrightarrow \ CF_{4}} }
{\displaystyle \mathrm {2\ CO+4\ F_{2}\longrightarrow 2\ CF_{4}+O_{2}} }
Eine weitere Methode ist die Umsetzung von Siliciumcarbid mit Fluor zu Tetrafluormethan und Siliciumtetrafluorid:
{\displaystyle {\ce {SiC + 4 F2 -> CF4 + SiF4}}}
Die Umsetzung ist nahezu quantitativ, und die gasförmige Siliciumverbindung kann aus dem Gasgemisch durch Waschen mit einer Natriumhydroxidlösung (Hydrolyse) entfernt werden.

## Eigenschaften

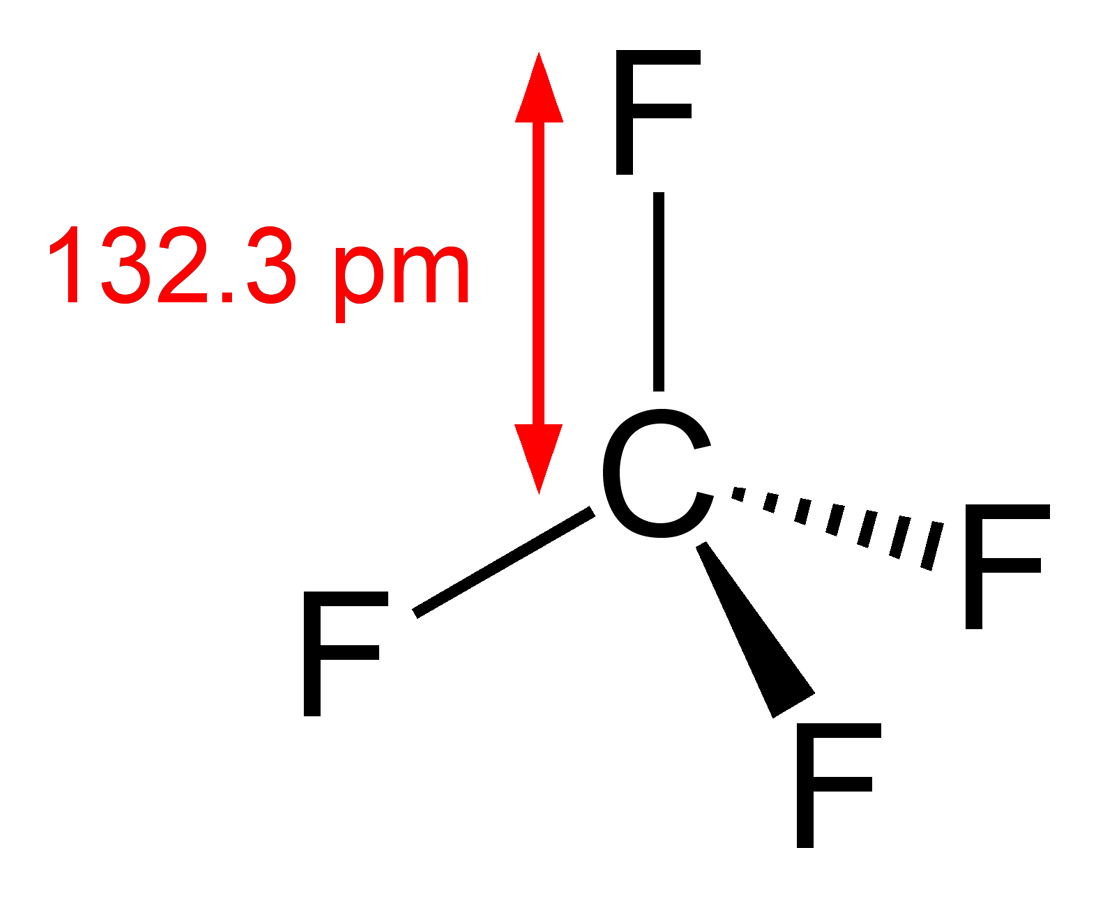
Tetrafluormethan hat eine Bindungslänge von 132,3 pm

### Physikalische Eigenschaften
Tetrafluormethan ist ein farb- und geruchloses Gas mit einem Schmelzpunkt von −184 °C und einem Siedepunkt von −128 °C. Tetrafluormethan ist in Wasser sehr schlecht (20 mg pro kg Wasser bei 20 °C) löslich, in Ethanol (ca. 80 mg pro kg Ethanol bei 25 °C) und Benzol (ca. 64 mg pro kg Benzol bei 25 °C) etwas besser.

### Chemische Eigenschaften
Tetrafluormethan ist sehr reaktionsträge und wird von Säuren und Laugen nicht angegriffen. Lediglich siedende Alkalimetalle und heiße Alkalimetalldämpfe vermögen es langsam anzugreifen. Durch thermische Zersetzung mit (Luft-)Sauerstoff oberhalb 1000 °C entstehen giftige Stoffe (Carbonylfluorid, Kohlenstoffmonoxid), in Gegenwart von Wasser auch der aggressive Fluorwasserstoff.
Es besitzt ein Treibhauspotenzial von 7349 und ist damit ein extrem starkes Treibhausgas.

## Verwendung
Tetrafluormethan wird als Kältemittel verwendet, jedoch wegen seines kritischen Punktes von −45,5 °C nur für sehr tiefe Temperaturen eingesetzt. Es hat zwar keine abbauende Wirkung auf die Ozonschicht, aufgrund des hohen Treibhauspotenzials wird jedoch in der F-Gase-Verordnung festgelegt, dass Anlagen mit den entsprechenden Gasen möglichst geringe Leckmengen abgeben sollen.
In seltenen Fällen wird es in der Fahrzeugindustrie auch als Gas für hydropneumatische Federungen verwendet.
Tetrafluormethan wird auch beim Plasmaätzverfahren von Silicium in der Elektronikindustrie eingesetzt, wobei das Gas in einer Hochfrequenzentladung bei einem Druck von 0.1–1.0 hPa teilweise in CF3−-Ionen und Fluor zersetzt wird.

## Toxikologie
Tetrafluormethan gilt als ungiftig. Es kann jedoch in geschlossenen Räumen durch Verdrängen der Luft zur Erstickung führen. Bei geringeren Konzentrationen ist eine narkotische Wirkung möglich. Da Tetrafluormethan dichter als Luft ist, sammelt es sich am tiefsten zugänglichen Punkt entsprechender Räume an.